# Góra (województwo opolskie)
Góra (niem. Guhrau)– wieś w Polsce położona w województwie opolskim, w powiecie opolskim, w gminie Niemodlin.
W latach 1975–1998 miejscowość administracyjnie należała do ówczesnego województwa opolskiego.

## Historia
Od końca XVIII w. wieś posiadała własną pieczęć gminną, na której wizerunku przedstawiono : snop zboża w słup, z prawej i lewej strony snopa zapis daty: 1798.